# Ottilie Roederstein
Ottilie Wilhelmine Roederstein (22 de abril de 1859 - 26 de novembro de 1937) foi uma pintora germano-suíça. Ela foi companheira de longa data de Elisabeth Winterhalter, uma das primeiras médicas da Alemanha.

## Vida
Roederstein nasceu em Zurique, Suíça. Ela era a segunda filha de um empresário que veio da Alemanha para trabalhar como representante de uma empresa têxtil suíça.
Ela se sentiu atraída pela pintura pela primeira vez quando o pintor suíço Eduard Pfyffer (1836-1899) veio à casa deles para fazer retratos de família. Esse interesse cresceu com visitas a museus locais. Para uma mulher, a formação como pintora teria ido contra as convenções sociais contemporâneas. Sua mãe se opôs especialmente a seus desejos, mas a persistência acabou conquistando seu pai e, em 1876, ela foi autorizada a estudar com Pfyffer, para ficar perto de casa.

Seu talento para pintura de retratos logo se tornou óbvio e ela rapidamente superou o estúdio de Pfyffer. Sua oportunidade surgiu quando sua irmã Johanna se casou com um empresário de Berlim. Johanna e seu marido concordaram em deixá-la morar com eles lá, e ela encontrou uma vaga como estudante em uma classe especial para mulheres ministrada por Karl Gussow. Em 1882, fez a sua primeira exposição com um marchand de arte em Zurique e foi bem recebida. Nesse mesmo ano, seguiu uma amiga para Paris, onde conseguiu um emprego nos estúdios de Carolus-Duran e Jean-Jacques Henner. Em 1887, ela conseguia se sustentar com vendas e comissões e não precisava mais depender dos pais. Participou do Salon de Paris e ganhou Medalha de Prata na Exposição Universal de 1889. Ela exibiu seu trabalho no Edifício da Mulher na Exposição Universal de 1893 em Chicago, Illinois.

Autorretrato com chapéu, 1904

Depois de 1890, ela se mudou para Frankfurt para ficar com sua parceira Elisabeth Winterhalter; embora ela tenha viajado muito (incluindo uma viagem à África em 1913). Ela nunca perdeu de vista suas raízes suíças e tornou-se cidadã honorária de Zurique em 1902. Cinco anos depois, ela e Elisabeth se estabeleceram em Hofheim am Taunus (um subúrbio de Frankfurt). Entre suas modelos estava Gwen John, que ficou intrigada com o fato de Roederstein usar camisa, jaqueta e relógio. A pintura dela como A Carta de Roederstein foi exibida no salão da Société Nationale des Beaux-Arts em 1908. Nesse mesmo ano, Roederstein e sua parceira ajudaram a criar a Schillerschule, a primeira escola para meninas de Frankfurt. Após a guerra, ela fez vários retratos de mulheres viúvas. Ela continuou a expor regularmente até 1931.
Roederstein morreu em 26 de novembro de 1937, em Hofheim am Taunus.

## Galeria

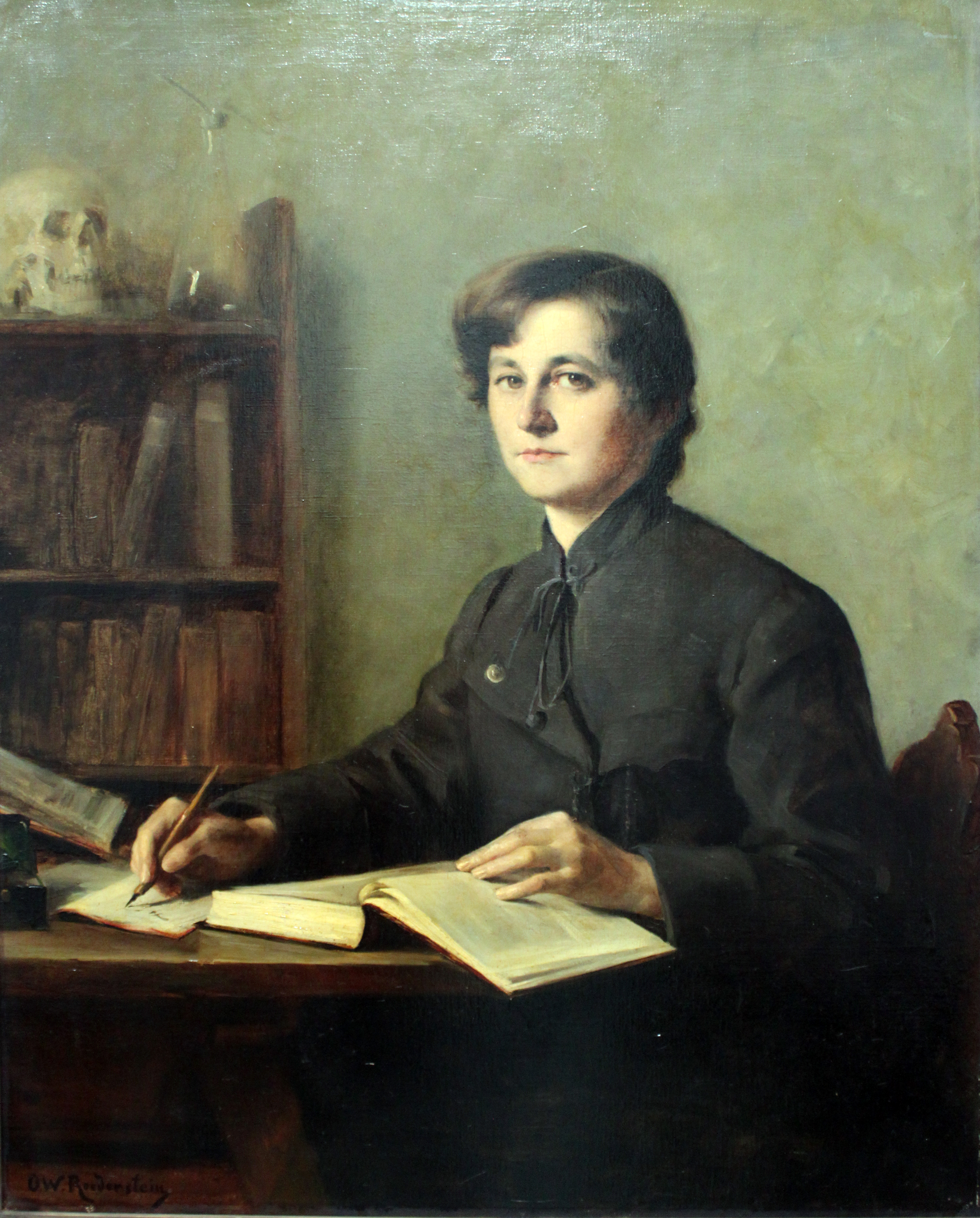
Retrato de Elisabeth Winterhalter (1887)
As irmãs (1900)
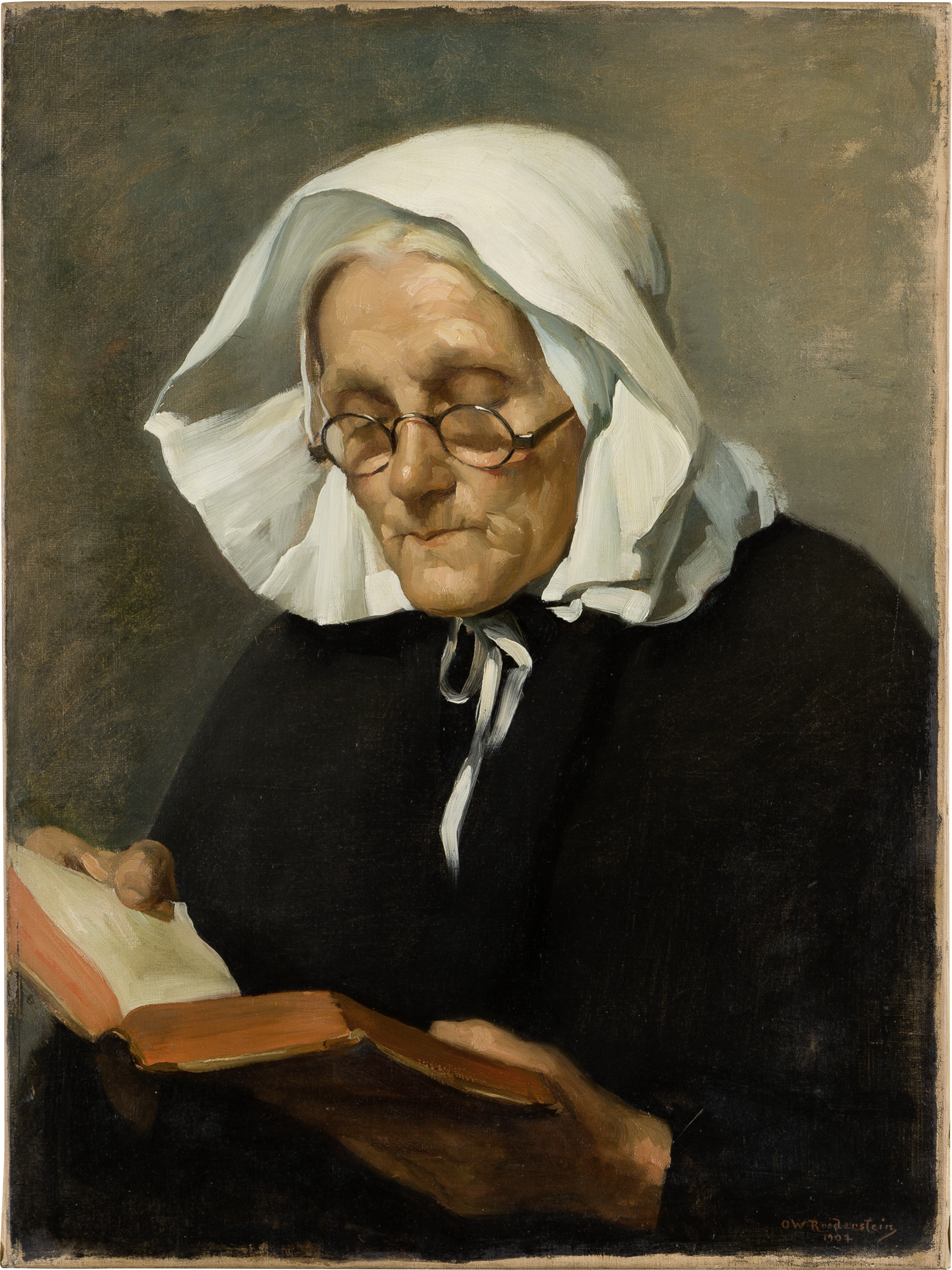
Velha lendo (1902)